# Корицький Григорій Іванович
Григорій Іванович Корицький (нар. 26 вересня 1954, с. Пальчинці, нині Україна) — український науковець у галузі медицини, громадський діяч. Депутат Тернопільської обласної ради (голова депутатської групи «Здоров’я і добробут» (1998); 2002). Заслужений лікар України (2007). Доктор медичних наук (2016), лікар вищої категорії.

## Життєпис
Закінчив Кременецьке медичне училище (1974), лікувальний факультет Тернопільського медичного інституту (1982, нині національний університет). Працював лікарем-анестезіологом (1983—1987), завідувачем відділення анестезіології і реабілітації Тернопільського обласного онкодиспансеру (1987—1995).
З 1995 по 2024 — головний лікар Тернопільської обласної дитячої клінічної лікарні, яка належить до 5-и кращих закладів України такого типу.

### Наукова діяльність
Захистив кандидатську (1994) та докторську (2016) дисертації.

## Нагороди
- Заслужений лікар України (2007)[2]
- відзнака благодійного проєкту «Людина Року — Меценат Року» (2021)[6].